# Marie-Soleil Beaudoin
Marie-Soleil Beaudoin (nascida em 30 de novembro de 1982) é uma árbitra de futebol canadense. Ela foi nomeada para a lista internacional da FIFA em 2014. Ela também é professora de fisiologia e biofísica na Dalhousie University.

## Infância e educação
Beaudoin nasceu em 1982 em North Vancouver, antes de se mudar para Quebec City, Quebec ainda criança. Ela é a mais velha de três filhas e começou a jogar futebol aos cinco anos.
Beaudoin se formou na McGill University com bacharelado em ciências, com especialização em educação. Ela então frequentou a Universidade de Guelph graduando-se com mestrado em ciências e doutorado em nutrição, exercício e metabolismo.
Ela trabalhou como professora na University of Northern British Columbia por um ano, antes de ser contratada como professora de fisiologia e biofísica na Dalhousie University.

## Carreira de árbitro
Beaudoin recebeu seu distintivo regional em 2008, status provincial em 2009, distintivo nacional em 2013 e seu distintivo da FIFA em 2014.
Em 31 de agosto de 2018, Beaudoin foi nomeado árbitro da Copa do Mundo Feminina Sub-17 da FIFA 2018 no Uruguai. Beaudoin iria arbitrar a final daquele torneio com as árbitras assistentes jamaicanas Princess Brown e Stephanie-Dale Yee Sing.
Em 3 de dezembro de 2018, a FIFA anunciou que Beaudoin havia sido nomeado oficial da Copa do Mundo Feminina da FIFA 2019. Após a conclusão das oitavas de final, Beaudoin foi mantido como um dos 11 oficiais a serem designados para partidas pelo restante do torneio. Beaudoin também apitou uma partida da National Women's Soccer League entre Orlando Pride e Portland Thorns FC em 11 de maio de 2019.
Durante a temporada inaugural da Canadian Premier League, Beaudoin foi designado para arbitrar a estreia do HFX Wanderers FC em casa contra o Forge FC em 4 de maio de 2019.
Em 9 de janeiro de 2023, a FIFA a nomeou para a arbitragem da Copa do Mundo Feminina da FIFA 2023 na Austrália e na Nova Zelândia.